# Uriquela
Uriquela é uma vila e comuna rural da circunscrição de Iorosso, na região de Sicasso ao sul do Mali. Segundo censo de 1998, havia 16 356 residentes, enquanto segundo o de 2009, havia 23 855. A comuna inclui 10 vilas.